# Most Grunwaldzki we Wrocławiu
Most Grunwaldzki we Wrocławiu – most wiszący przez rzekę Odrę o konstrukcji stalowej, nitowanej; elementy nośne wsparte są na pylonach murowanych z cegły klinkierowej i oblicowanych granitem, o wysokości około 20 m.
Most zaprojektowano w ramach budowy nowej trasy (obecnego pl. Grunwaldzkiego) stanowiącej połączenie między centrum miasta a osiedlami i instytucjami wschodniego Wrocławia.

## Projekt i budowa
W listopadzie 1904 roku ogłoszony został konkurs na projekt nowego mostu, który wówczas nazywany był Kaiser-Friedrich-Brücke. Wpłynęło 39 projektów, spośród których komisja konkursowa do dalszego etapu zakwalifikowała 14. Nagrodzono ostatecznie cztery projekty (nagrody wynosiły 2000, 1500, 1000 i 500 marek), a dwa wyróżniono. Zwyciężył projekt oznaczony godłem Gespannt („Naprężony”), który okazał się być opracowaniem architekta Martina Mayera i inż. Roberta Weyraucha. Ostatecznie zwycięski projekt został jeszcze nieco zmodyfikowany w czerwcu 1906, a następnie w kwietniu 1907 (projektantem architektury mostu był miejski radca budowlany Richard Plüddemann). W październiku 1907 projekt mostu (który przyjął docelową nazwę Kaiserbrücke) został ostatecznie zatwierdzony przez magistrat i rozpoczęły się roboty.
Wykonawcą była firma Beuchelt u. Co. z Zielonej Góry. Budowa trwała do jesieni 1909; przez wiosnę i lato 1910 prowadzone były prace wykończeniowe. We wrześniu przeprowadzone zostały próby obciążeniowe, z użyciem użyczonych przez spółki ESB i SSB 24 tramwajów (każdy ważył 12 ton) oraz wozów straży pożarnej. Po pomyślnym zakończeniu tych prób na dzień 10 października 1910 wyznaczono uroczyste otwarcie nowego mostu. Sam cesarz Wilhelm II na tej uroczystości się nie pojawił, bo choć planowano równoczesne otwarcie z jego udziałem Królewskiej Wyższej Szkoły Technicznej, to – wobec opóźnień powstałych przed jej oddaniem – zdecydowano się nie wstrzymywać przekazania do użytku tak bardzo oczekiwanego mostu. Cesarz ostatecznie przybył na otwarcie Szkoły w listopadzie i dopiero wtedy odwiedził most, i to symbolicznie tylko, bo jadąc przezeń dwukrotnie automobilem. Bilans inwestycji (wraz z wykonaniem dojazdów, bulwarów nadbrzeży itp. kosztujących 932 tys. marek) zamknął się kwotą 2,81 mln marek, do których trzeba dodać jeszcze niemal 800 tysięcy na wykup gruntów. Zużyto blisko 2 tysiące ton stali walcowanej, prawie 300 ton staliwa, ponad 4 tony ołowiu, niespełna półtorej tony miedzi, 2,4 tys. ton śląskiego granitu, ponad 7 tys. m³ betonu. Cały most ważył 2,3 tys. ton, miał długość 112,5 m nad korytem rzeki i szerokość 20 m (w tym jedenaście metrów jezdni).

## II wojna światowa i pierwsze lata powojenne

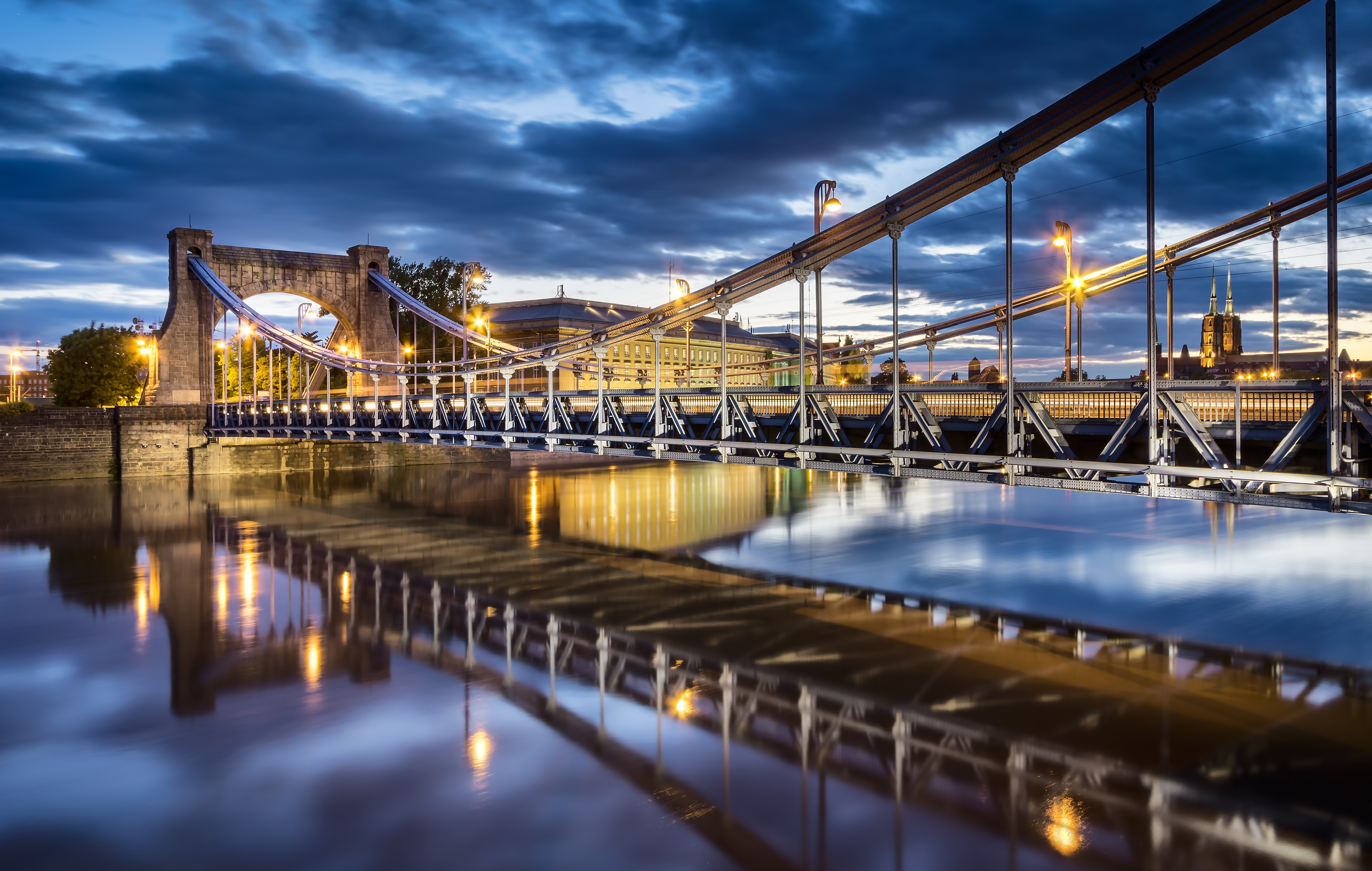
Most w nocy

W czasie oblężenia Wrocławia Niemcy, chcąc zmniejszyć podatność mostu na zniszczenie, zerwali taśmy nośne, tak by most opadł i oparł się na tymczasowych podporach zbudowanych w rzece na bazie zatopionych barek, drewna i gruzu kamiennego. Ponadto, ze względu na budowę polowego lotniska w bezpośrednim sąsiedztwie mostu, na polecenie władz niemieckich zmniejszono wysokość pylonów, demontując ich górne partie, zwłaszcza pylonów prawobrzeżnych. Bombardowania lotnicze, ostrzał artyleryjski i uszkodzenia w 1946 r. przez Odrę tymczasowych podpór, na których spoczywał most spowodowały liczne i poważne uszkodzenia stalowych elementów mostu. Pomimo tego, w trakcie oblężenia i później aż do wiosny 1946 r., most był zdatny do użytku i odbywał się po nim ruch drogowy. Wiosną 1946 r. most zamknięto celem przeprowadzenia odbudowy, realizowanej do września 1947 r. Trudna technicznie i kosztowna (22 mln zł) operacja obejmowała budowę nowych tymczasowych podpór, podniesienie mostu, wymianę lub zespawanie pękniętych, zerwanych lub zdeformowanych elementów stalowych, wyregulowanie przesuniętych elementów nośnych, naprawę powierzchni jezdni, chodników. Ponadto według projektu Dobrosława Czajki i Jerzego Rzepeckiego odbudowano z zachowanych przez Niemców materiałów górne części pylonów, choć bez rekonstrukcji niektórych elementów (hełmów na pylonach, niektórych płaskorzeźb), w efekcie czego pylony mają mniejszą wysokość niż pierwotne. Most otwarto 6 IX 1947 r.

## Po odbudowie
W 1956 r. przebudowano jezdnię, w 1966 r. wymieniono tory, w 1982 nawierzchnię jezdni, w 1990 r. poszerzono jezdnię, zwężając chodniki, wymieniono nawierzchnię jezdni i torowiska, w okresie 2003-2005 przeprowadzono duży remont, obejmujący m.in. stabilizację łożysk, naprawę i zabezpieczenie antykorozyjne elementów stalowych mostu, wymianę nawierzchnię jezdni i torowiska, zabezpieczenie granitowych obudów nabrzeży i pylonów.
Przez most przebiegają linie tramwajowe, używające wbudowanego w jezdnię torowiska. Po chodnikach (brak ścieżki rowerowej) przejeżdża 691 rowerzystów na godzinę (dane z 2016).

## Dane konstrukcyjne
Długość pomostu mostu wynosi 112,5 m, jego szerokość 18 m, rozpiętość przęsła 114 m (a mierzona między osiami pylonów na przeciwnych brzegach – 126,6m). Pylony pierwotnie miały wysokość 25,54 m od gruntu, jednak w wyniku ich obniżenia w latach 1945–1947 współcześnie są niższe. W odróżnieniu od szeregu innych mostów wiszących podest podtrzymują nie rozciągnięte łańcuchy czy liny, a stalowe taśmy, nitowane z krótszych odcinków blach.
Początkowo nazywany był mostem Cesarskim (Kaiserbrücke), od 1919 r. mostem Wolności (Freiheitsbrücke), a po objęciu władzy przez A. Hitlera przywrócono pierwotną nazwę. 6 IX 1947 nadano mu nazwę mostu Grunwaldzkiego. Budowie i konstrukcji mostu poświęcono książkę wydaną w 1910 r. przez magistrat miejski oraz książkę Jana Biliszczuka i in. wydaną w 2010 r.

## Most w kulturze
Na moście Grunwaldzkim kręcone były sceny do filmu „80 milionów” w reż. Waldemara Krzystka.